# Novo Itacolomi
Novo Itacolomi là một đô thị thuộc bang Paraná, Brasil. Đô thị này có diện tích 162,163 km², dân số năm 2007 là 2816 người, mật độ 15,1 người/km².